# كوتوريلي
كوتوريلي (بالفرنسية: Couturelle)‏ هي بلدية تقع في إقليم باد كاليه من منطقة نور با دو كاليه في شمال فرنسا. تبلغ مساحة هذه المدينة 2.1 (كم²)، وترتفع عن سطح البحر 159 م، يبلغ عدد سكانها 87 نسمة حسب إحصاء المعهد الوطني للإحصاء والدراسات الاقتصادية سنة 2009 م. وترأس René Tempez البلدية خلال فترة (2008-2014).